# ليو كوري
ليو كوري (بالعبرية: ליאו קורי‏) هو مؤرخ ورياضياتي إسرائيلي، ولد في 1956 في سانتياغو في تشيلي.